# Dureté Shore

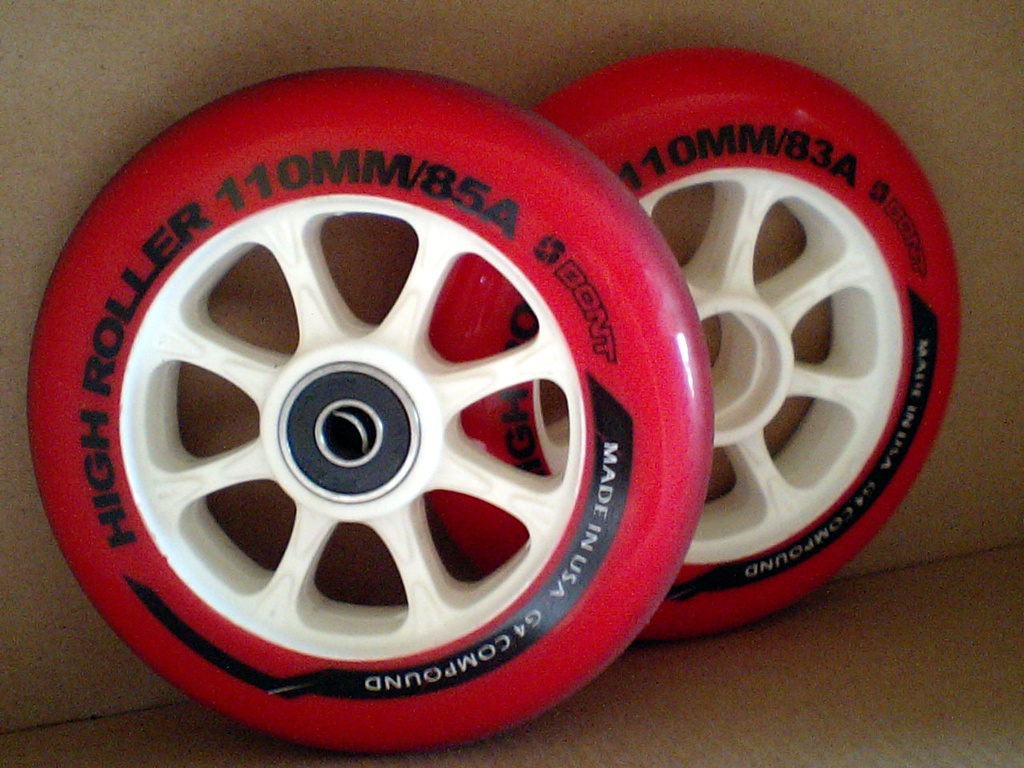
Roulettes de patin de duretés différentes : 85A et 83A.

L'échelle de dureté Shore mesure la dureté des élastomères, de certaines matières plastiques, des cuirs et des bois.
Cette échelle a été développée dans un but de réaliser des mesures hors laboratoire avec un duromètre Shore portable (par exemple pour mesurer la dureté des pneus de véhicules,).
La mesure est basée sur la déformation d'un ressort en fonction d'un déplacement connu. La qualité du ressort détermine donc la qualité de l'appareil.

## Échelles de mesure
Il existe en fait douze échelles de mesure Shore. Les plus courantes sont les échelles A et D, reconnues notamment par les normes ISO 868 et 48-4:2018, ASTM D 2240 et DIN 53505 :
- Shore A (pour les matériaux mous) ;
- Shore D (pour les matériaux durs).

La géométrie du pénétrateur différencie ces deux échelles.
Le cadran du duromètre est gradué en degrés SHORE de 0 à 100, de mou à dur.